# 樹液

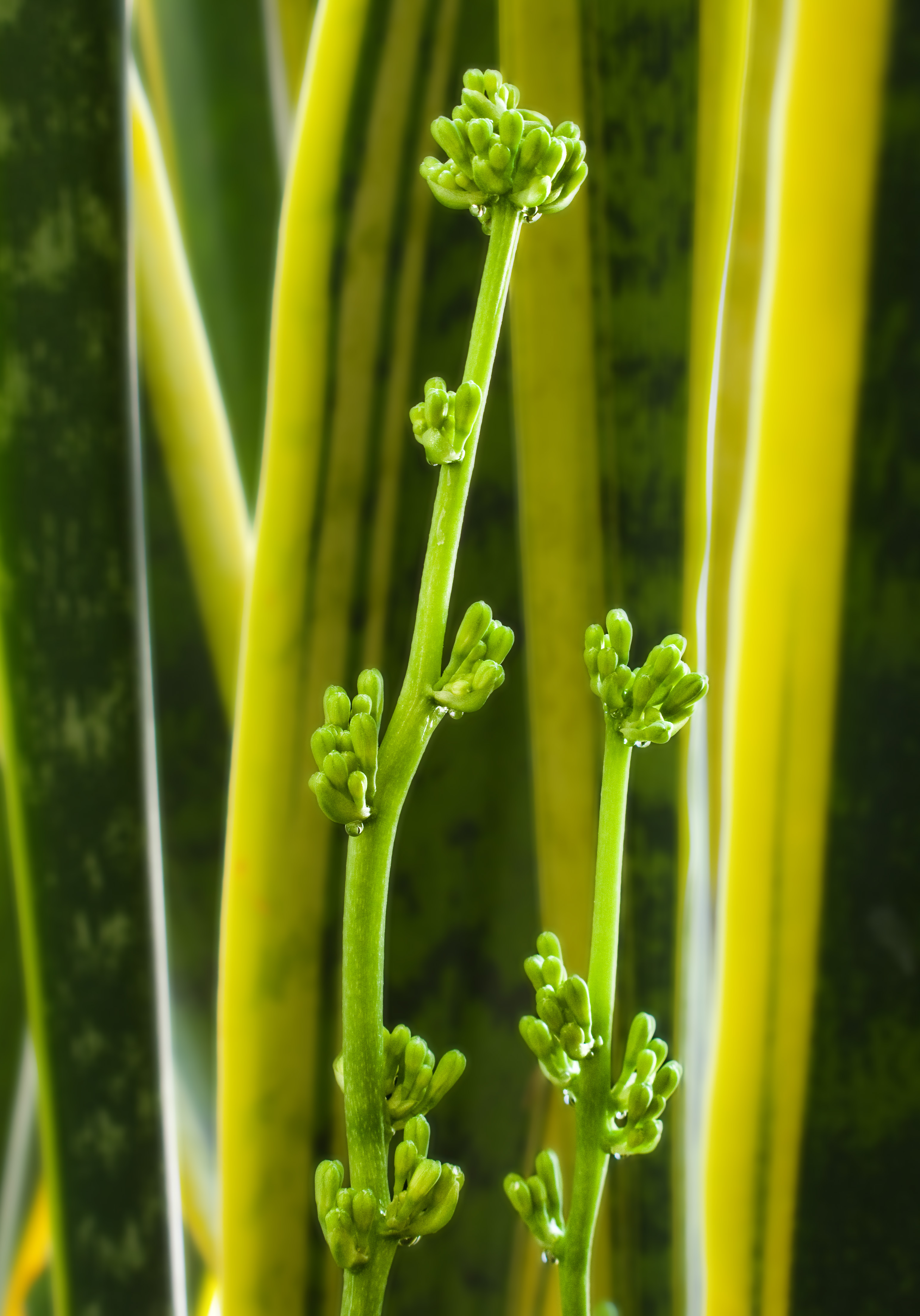
サンセベリアの樹液の滴

樹液（じゅえき、Sap）は、植物の木部細胞または篩部師管要素により輸送される液体である。これらの細胞は、水と栄養素を植物体全体に輸送する。
樹液は、ラテックス、天然樹脂、液胞内の液体とは、物質や作られ方、組成、機能等が異なる。
植物の樹液を食べるアブラムシやカイガラムシが分泌する、糖の多いねばねばした液体のことを甘露という。

## 樹液の種類

### 木部樹液
木部樹液は、主にホルモン、ミネラルやその他の栄養素の水溶液である。木部中の樹液の輸送は、根から葉に向かう方向である。
過去1世紀、木部樹液の輸送機構については論争があった。今日では、ほとんどの植物学者はこの過程を最もよく説明できる「凝集力-張力理論」に同意しているが、軸方向の浸透圧勾配や電気勾配、界面勾配等、いくつかの代替的な機構を仮定するマルチフォース理論も提案されている。
木部樹液の輸送は、液体から気体に急激に相転移するキャビテーションによって阻害される可能性があり、その結果、空気で満たされた木部導管ができる。

### 篩部樹液

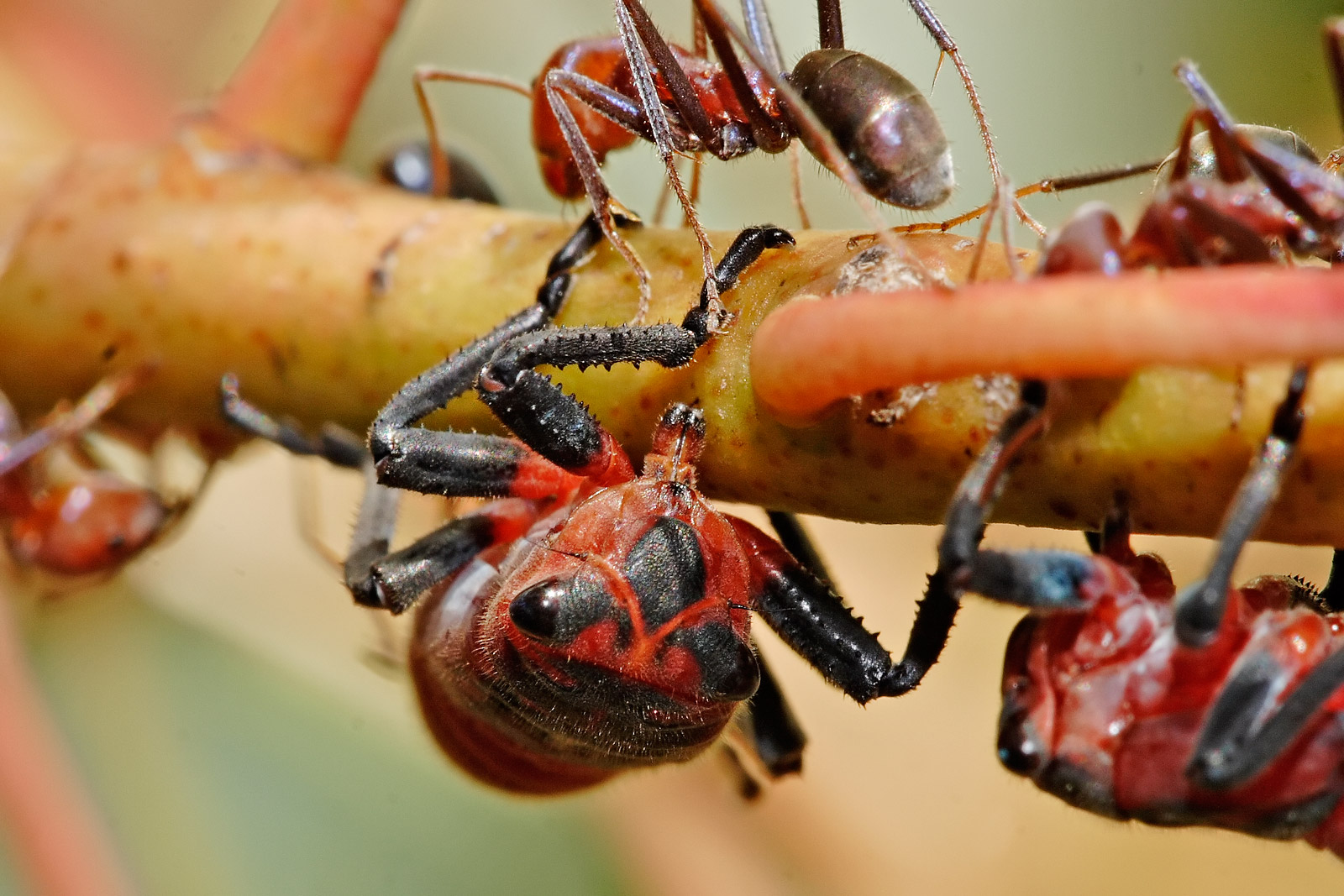
アリに導かれて樹液を食べるヨコバイ

篩部樹液は主に糖、ホルモン、ミネラル等の水溶液である。炭水化物が生産又は貯蔵される器官から使われる器官に向けて流れる。エルンスト・ミュンヒによる圧流説では、篩部樹液の輸送の原因を師部細胞内の有機物質の濃度の差による浸透圧とするが、他の仮説も提唱されている。篩部樹液は、維管束植物において情報シグナル伝達の役割も果たしていると考えられている。Annual Review of Plant Biologyには、次のような記載がある。
最近の証拠は、可動性タンパク質とRNAが植物の長距離通信シグナル伝達システムの一部であることを示している。また、高分子が原形質連絡を通過することによる高分子の直接的な輸送と仕分けに関する証拠も存在する。
カメムシ目の多くの昆虫は、中心的な食物として、篩部樹液を直接摂取する。篩部樹液は「他の多くの植物生産物と比べて栄養が豊富で、毒素や摂食抑制物質を含まないが、非常に限られた範囲の動物にとって、唯一または主要な食物として摂取される」。この明らかなパラドックスは、篩部樹液が動物にとって消化されにくく、これを直接利用するのに必要な2つの適応を持つ動物がほとんどいないためであると説明される。
2つのうちの1つは、樹液中の非必須/必須アミノ酸比率が非常に高いことで、カメムシ目の昆虫は体内の共生微生物から必須アミノ酸の供給を受けることができる。もう1つは、樹液の糖度と浸透圧が非常に高いことで、カメムシ目の昆虫は腸内に持つスクラーゼで過剰な糖を長鎖オリゴ糖に変換することができる。
しかし、ずっと多くの種類の動物が篩部樹液を摂取するカメムシ目の昆虫の甘露を食べること、あるいは、篩部樹液を摂取して成長した昆虫のバイオマスを摂取することを通じて、間接的に篩部樹液を摂取している。甘露は篩部樹液と比べると、非必須/必須アミノ酸比率はそれほど高くなく、浸透圧も低い。

## ヒトの利用
メープルシロップは、サトウカエデの木部樹液である。この樹液は、サトウカエデから収穫される。
リトアニア、ラトビア、エストニア、フィンランド、ベラルーシ、ロシア等のいくつかの国では、早春にシラカバの樹液を収穫する。これはバーチサップと呼ばれ、キシリトールを含み、生のまままたは発酵させて飲用とする。
特定のヤシの木の樹液からは、パームシロップを作ることができる。カナリア諸島ではカナリーヤシ、チリではチリヤシを用いてシロップを作る。